# Marija Šestaková
Marija Šestaková, rozená Martinovićová (* 17. dubna 1979, Kragujevac, Srbsko) je slovinská atletka, trojskokanka. Je halovou vicemistryní Evropy z roku 2009.

## Kariéra
První úspěch zaznamenala v roce 1997 na juniorském mistrovství Evropy v Lublani, kde získala stříbrnou medaili. O rok později na mistrovství světa juniorů ve francouzském Annecy vybojovala bronz. V roce 2000 se kvalifikovala na letní olympijské hry v Sydney, kde však neprošla sítem kvalifikace a do finále s výkonem 13,49 m nepostoupila. Na mistrovství Evropy do 23 let v Amsterdamu 2001 získala stříbrnou medaili. V témže roce získala stříbro také na středomořských hrách v Tunisu. Na halovém ME 2002 ve Vídni se umístila ve finále na šestém místě.
Později se provdala za slovinského atleta, sprintera Matija Šestaka a od 13. července 2006 reprezentuje v barvách Slovinska. V roce 2007 obsadila na mistrovství světa v Ósace výkonem 14,72 m páté místo. O rok později získala bronzovou medaili na halovém MS ve Valencii (14,68 m). Později reprezentovala Slovinsko na letních olympijských hrách v Pekingu. Hned v první sérii pokusů si vytvořila nový osobní rekord, když doskočila do vzdálenosti 15,03 m a patřila ji stříbrná medaile. Postupně se však zlepšila čtveřice trojskokanek a Šestaková nakonec obsadila šesté místo.
V roce 2009 se stala v Turíně halovou vicemistryní Evropy, když ve finále nestačila pouze na Rusku Anastasii Taranovovou. Neúspěchem pro ni skončila účast na Mistrovství světa v atletice 2009 v Berlíně, kde v kvalifikaci předvedla 13,69 m a do dvanáctičlenného finále nepostoupila.

### Osobní rekordy
Její výkon v hale je čtvrtým nejlepším v celé historii. Dál skočily jen Olga Rypakovová z Kazachstánu (15,14 m), Britka Ashia Hansenová (15,16 m) a světová rekordmanka Ruska Taťána Lebeděvová (15,36 m).
- hala – 15,08 m – 13. února 2008, Peanía
- venku – 15,03 m – 17. srpna 2008, Peking[6]